# Wilsberg: Mörderische Rendite
Mörderische Rendite ist die 61. Folge der Fernsehfilmreihe Wilsberg. Der Film basiert auf der Wilsberg-Figur von Jürgen Kehrer. Die Erstausstrahlung erfolgte am 3. November 2018 im ZDF. Regie führte Martin Enlen, das Drehbuch schrieb Georg Ludy.

## Handlung
Während Wilsbergs Kontostand wieder einmal seine Bank an die Grenzen ihrer Geduld bringt, erfährt er, dass sein Nachbar Paul Dietze bei einer zu riskanten Geldanlage zur Altersvorsorge beim privaten Finanzberater Uli Pape alles verloren hat und mit seiner Frau vor dem Ruin steht. Auch Kommissarin Anna Springer muss erfahren, dass ihre Kapitalanlage von 125.000 Euro unwiederbringlich verloren ist. Überraschend wird der Filialleiter von Wilsbergs und Annas Bank, Michael Wolff, von dessen aalglattem Vorgesetzten Siekmann entlassen und kurz darauf bei einem nächtlichen Zusammentreffen mit einem zunächst unbekannten Mann von einer dritten Person aus dem Hinterhalt erschossen.
Anwältin Alex Holtkamp ist als Siekmanns juristische Beraterin tätig und muss sich aus der Sache größtenteils heraushalten. So schleust Wilsberg seinen Freund Ekkehardt Talkötter bei Uli Pape als neuen Kundenberater ein. Er benimmt sich dort zwar höchst ungeschickt, bekommt aber schnell heraus, dass Uli Pape seine Kunden betrügt, Anlageverträge nachträglich ändert und ihnen überteuerte Versicherungen verkauft, für die er hohe Provisionen kassiert. Außerdem hat er offenbar mit Michael Wolff vertrauliche Kundendaten zu beiderseitigem Gewinn ausgetauscht. Weiß Siekmann vom Geschacher um Altersvorsorge-Anlagen? Hat er Wolff erschossen, weil dieser zu plaudern drohte?
Dass auch Anna Springer ein starkes Mordmotiv gegen Michael Wolff hat, macht ihren Kollegen Overbeck misstrauisch. Doch auch Wolffs Witwe scheint über seinen Tod eher erleichtert. Allerdings passt keine der am Tatort gefundenen Spuren zu den vorliegenden Verdächtigen. Schließlich nimmt sich Paul Dietze mit seinem Gewehr das Leben, doch mit dieser Waffe wurde Wolff auch nicht erschossen. Als in Papes Gebäude versteckte Räder gefunden werden, die zu Reifenspuren am Tatort passen, gibt er zu, der Unbekannte zu sein, der sich mit Wolff getroffen hat, als dieser erschossen wurde. Doch mit dem Mord will Pape nichts zu tun haben.
Nur durch winzige Details kommt Wilsberg darauf, dass Dietzes Frau Elfie bei einem militärbegeisterten Nachbarn und Ex-Bundeswehrsoldaten ein G3-Gewehr entwendet hat und damit eigentlich Uli Pape erschießen wollte, nur aus Versehen wurde stattdessen Wolff getroffen. Elfie hat aus finanzieller Not einen Waschdienst für die Nachbarschaft eingerichtet und schmuggelt die Waffe in einem Wäschestapel hin und her. Bei der nächsten Wäsche schwebt Pape also in höchster Gefahr. Als Wilsberg ihn warnen will, erscheint Elfie Dietze mit der Waffe, lässt sich aber von Wilsberg zum Aufgeben überreden und wird von der inzwischen alarmierten Polizei festgenommen.

## Hintergrund
Der Running Gag „Bielefeld“ erscheint in Minute 60, als Wilsberg seinen Nachbarn Paul Dietze auf einen Pokal anspricht, der verkauft werden soll, und dieser erzählt, er habe ihn in Bielefeld beim Bierkönig-Schießen gewonnen.
Bei dem Musiktitel am Ende der Episode handelt es sich um How Deep Is Your Love von den Bee Gees aus dem Jahr 1977.

## Rezeption

### Einschaltquote
Bei der Erstausstrahlung von Mörderische Rendite am 3. November 2018 im ZDF wurde der Film in Deutschland von insgesamt 6,56 Millionen Zuschauern gesehen und erreichte einen Marktanteil von 22,1 Prozent.

### Kritik
Tilmann P. Gangloff schrieb für tittelbach.tv zu dieser Folge: „Die Folgen der anschließenden globalen Finanzkrise sind bis heute spürbar; insofern lässt sich der 61. Episode aus der ZDF-Reihe ‚Wilsberg‘ eine gewisse Aktualität nicht absprechen. Davon abgesehen wirkt der Film jedoch, als käme er ein paar Jahre zu spät. Größeres Manko sind die mit Informationen über Geldanlagen gespickten Dialoge, weshalb ‚Mörderische Rendite‘ dem Titel zum Trotz mitunter wie ein Lehrfilm wirkt.“ Weiterhin urteilt er: „Schade nur, dass sich der Film zu wenig für seine eigentliche Geschichte interessiert.“
Die Redaktion von TV Spielfilm fand, „die Folge glänzt mit milder Satire und einer guten Portion Selbstironie um betrogene Betrüger und gutgläubige Anleger“. Das Fazit lautete themengerecht „dieser Krimi kann als gute Anlage gelten“.